# Khuan Niang (huyện)
Khuan Niang (tiếng Thái: ควนเนียง) là một huyện (amphoe) của tỉnh Songkhla, miền nam Thái Lan.

## Lịch sử
Tiểu huyện (king amphoe) được thành lập ngày 2 tháng 1 năm 1985 thông qua việc tách 4 tambon từ Rattaphum. Đơn vị này đã được nâng cấp thành huyện ngày 21 tháng 5 năm 1990.

## Địa lý
Các huyện giáp ranh (từ phía đông theo chiều kim đồng hồ) là: Singhanakhon, Bang Klam và Rattaphum của tỉnh Songkhla và Pak Phayun của tỉnh Phatthalung.

## Hành chính
Huyện này được chia thành 4 phó huyện (tambon), các đơn vị này lại được chia ra thành 46 làng (muban). Khuan Niang là một thị trấn (thesaban tambon) nằm trên một phần của tambon Rattaphum. Có 4 Tổ chức hành chính tambon.
| STT. | Tên        | Tên Thái | Số làng | Dân số |  |
| ---- | ---------- | -------- | ------- | ------ |  |
| 1.   | Rattaphum  | รัตภูมิ     | 13      | 13.760 |  |
| 2.   | Khuan So   | ควนโส    | 11      | 5.647  |  |
| 3.   | Huai Luek  | ห้วยลึก    | 9       | 4.917  |  |
| 4.   | Bang Riang | บางเหรียง | 13      | 8.940  |  |